# Romaryk
Romaryk – imię męskie pochodzenia germańskiego, powstałe z elementów hrom — "sława" i rik — "pan, władca". Patronem tego imienia jest św. Romaryk, opat.
Romaryk imieniny obchodzi 8 grudnia.